# Sigmund Neumann
Sigmund Neumann (Lipcse, 1904. május 1. – Middletown, 1962. október 22.) német politológus és szociológus.
Lipcsében született, de a náci Németország felemelkedését követően először Londonba, majd az Egyesült Államokba emigrált. Neumann a második harmincéves háború első és második világháborús kitekintésnek az egyik vezető szószólója volt,[pontosabban?] és Münchenben tiszteletbeli doktori címet is kapott. 1949-ben visszatért Németországba. Mielőtt 1934-ben az Egyesült Államokba érkezett, hogy csatlakozzon a Connecticut állambeli Middletown Wesleyan Egyetem karához, Neumann többek között a Deutsche Hochschule fur Politikban és a London School of Economicsban tanított. Vendégprofesszorként szolgált a Columbia, a Harvard, a Yale, az Amherst és a Mount Holyoke egyetemen is.
Neumann számos könyv szerzője volt, köztük az akkoriban áttörést jelentő The Future in Perspective (1946) és a Bevezetés a szociológia történetébe (társszerző 1948); emellett számos szakmai publikáció munkatársa volt, és 1944–1945-ben az Egyesült Államok Stratégiai Szolgáltatási Hivatalának tanácsadója volt. A Wesleyannál az oktatási és kutatási tevékenysége mellett a Center for Advanced Studies (ma Humanities Center) igazgatója volt (1959–1962), újraindította és felügyelte a Wesleyan Press Archivest a Public Affairs Centerben (1958-tól kezdődően). Ezenkívül sok diák mentora lett.

## Halála
Neumann Middletownban halt meg, és a Wunne Wah Jet avagy az Indian Hill temetőben temették el egy kopjafával, amelyen ez áll:
A man of angel's wit and singular learning;
I know not his fellow.
For where is the man of that gentleness, lowliness and affability.
And as time requireth, a man of marvelous mirth and pastimes;

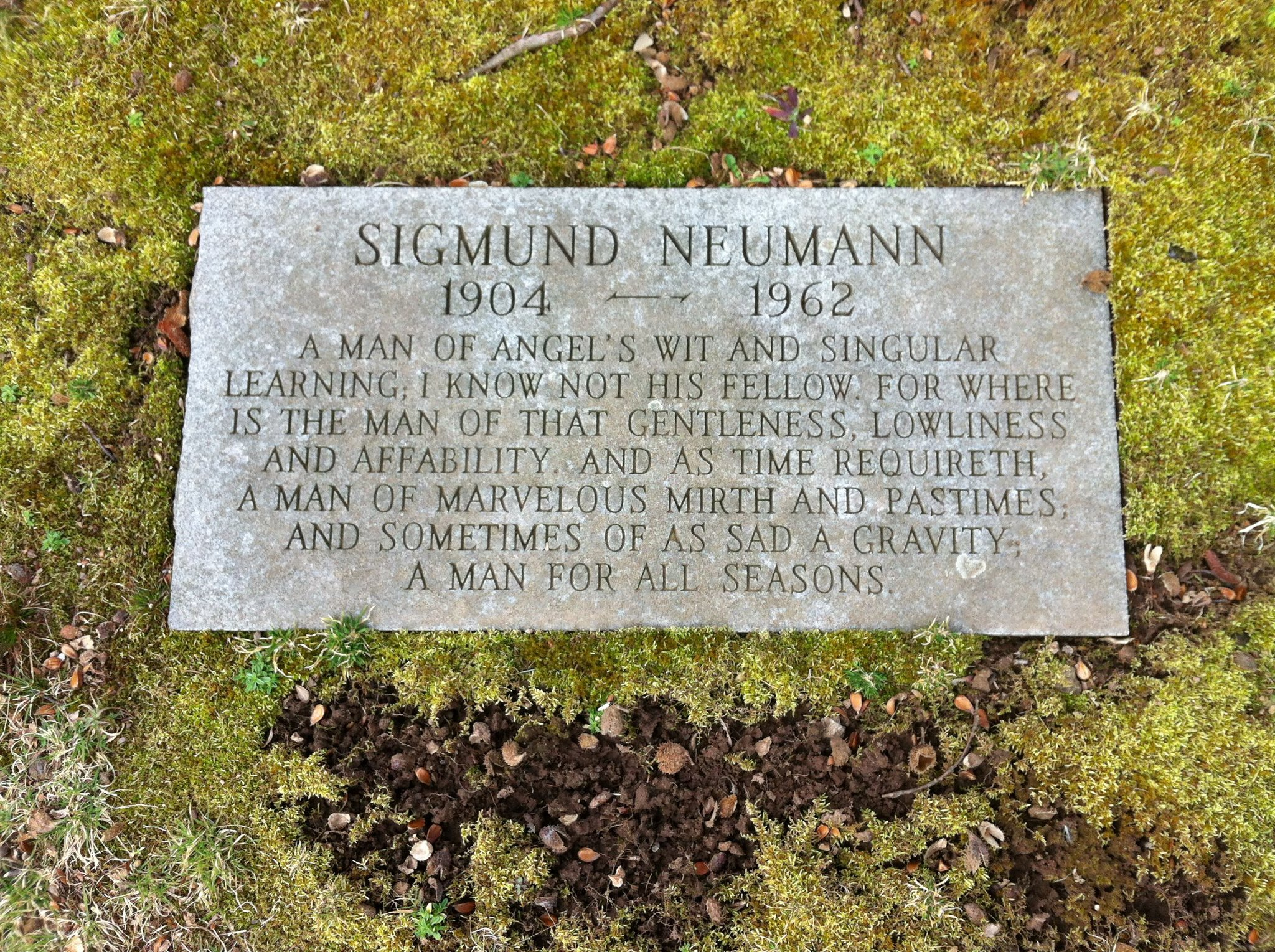
A sírkő

And sometimes of as sad a gravity;
A man for all seasons.

## Fordítás
Ez a szócikk részben vagy egészben  a   Sigmund Neumann című angol Wikipédia-szócikk fordításán alapul.  Az eredeti cikk szerkesztőit annak laptörténete sorolja fel. Ez a jelzés csupán a megfogalmazás eredetét és a szerzői jogokat jelzi, nem szolgál a cikkben szereplő információk forrásmegjelöléseként.
A fordító viszont a sírfelirat szövegét elfelejtette lefordítani.